# Þorvaldr Ásvaldsson
Þorvaldr Asvaldsson (Thorvald Asvaldsson) fou un cabdill viking de Noruega, pare del colonitzador de Groenlàndia, Erik el Roig, i avi de l'explorador de Vinland, Leif Eriksson, l'home que visità la costa d'Amèrica del Nord segles abans de l'expedició de Cristòfor Colom. El pare de Thorvald fou Asvald Ulfsson, fill d'Ulf Oxen-Thorisson, al seu torn fill d'Oxen-Thorir, germà de Naddoddr, el descobridor d'Islàndia.
Tot i que Thorvald nasqué a Noruega, es veié forçat a exiliar-se per haver comès un assassinat cap al 960, durant el regnat de Harald I de Noruega. Junt al seu fill Eric marxà al nord-oest d'Islàndia, on morí abans del 980.